# شیبانیه
شیبانیه از فرقه های منشعب شده از خوارج هستند که پیروان شیبان بن سلمه می باشند. شیبان، ابومسلم خراسانی را در قیامش یاری نمود اما چندی بعد با وی به مخالفت پرداخت. نام دیگر فرقه را سیانیه دانسته اند.

## رهبر فرقه
شیبان بن سلمه از رهبران فرقه خوارج بود که در اواخر دوران امویان در خراسان، فرقه شیبانیه را بنا نهاد. وی از قبیله سدوس بوده است و به قبیله یکر بن وائل تعلق داشته است. به وی نسب حروری نیز داده شده است. از تاریخ زندگانی وی اطلاعات دقیقی در دست نیست اما آورده اند که او پس از شکست از مروان بن محمد، به فارس و سپس به کرمان گریخت و از آنجا به سیستان و در نهایت به خراسان در آمد. او در ابتدا از پیروان فرقه ثعالبه بود. او در اواخر دهه ۱۲۰ ه.ق، در خراسان ادعای خلافت و امامت کرد و با نصر بن سیار به مخالفت پرداخت.

## اعتقادات فرقه
این فرقه از فرق منشعب شده از ثعالبه یاد شده اند. ثعالبه نیز خود از انشعابات عجارده بودند. بیشتر طرفداران این فرقه را از قبیله وائل تشکیل می دادند. اهم اعتقادات آنان، جبر و عدم اختیار در افعال انسان بوده است. آنان در صفات خدا به تشیبه پرداختند. همین عقیده سبب شد تا سایر فرق اهل سنت و خوارج این گروه را تکفیر نمایند. از دیگر اعتقادات آنان، جواز امامت زنان و خروج بر پادشاه ستمگر است.